# Серебряный дождь
Сере́бряный до́ждь — российская радиостанция FM-диапазона, начавшая вещание 4 июля 1995 года в Москве.
Основатели радиостанции — Дмитрий Савицкий, Александр Дубровин.
Генеральный продюсер — Виктор Набутов.
Спутниковое вещание радиостанции осуществляется более чем в 29 городах России.

## История

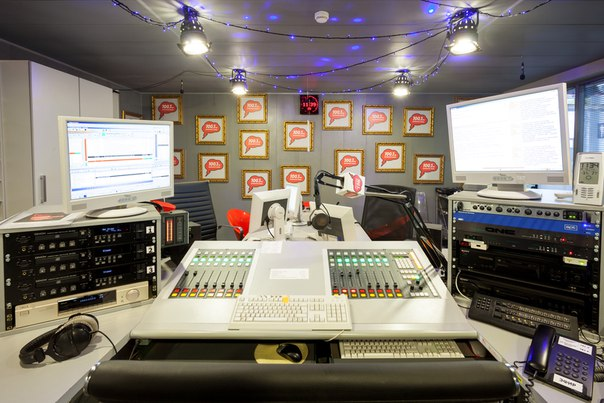
Офис радиостанции

4 июля 1995 года радиостанция начала своё вещание на частоте 100,1 FM в Москве. Первоначально вещание осуществлялось из студии на улице Демьяна Бедного, в ноябре 2004 года в прямом эфире состоялся переезд в здание на Петровско-Разумовской аллее, где офис располагается в настоящее время. Вещание во время переезда оборудования не прекращалось.
О начальном периоде работы Дмитрий Савицкий впоследствии вспоминал:

Сначала это был такой винегрет из хитов вообще любых направлений, что странно звучало даже в 95-м году, когда было мало станций и мало сегрегации по стилям, как сейчас, но нас это вообще никак не смущало: были суперхиты того момента (условно говоря, Ace of Base, Cappella, Dr. Alban и пр.) и в то же время какие-то хиты 60-х. В общем, была ужасная каша, потому что для нас музыка не была главной, мы хотели делать программы.

- 26 марта 1996 года состоялась первая церемония вручения премии за самые сомнительные достижения в шоу-бизнесе «Серебряная калоша». С тех пор и до 2015 года церемония проводилась почти ежегодно. В конце 2015 года состоялась передача прав на церемонию продюсерской компания Andrey Fomin Production.
- 16 ноября 1996 года радиостанция совместно с НПО им. Лавочкина отправила в полёт на Марс исследовательский аппарат Марс-96.
- 7 июня 1998 года состоялся футбольный матч на кубок «Спущенный мяч» между командой радиоведущих и командой слушателей. Событие стало впоследствии ежегодным.
- 28 февраля 2013 года на новой театральной площадке Москвы — в Гоголь-центре, Серебряный Дождь и журнал SNC собрали гостей на премьеру своего нового ежегодного проекта «Метаморфозы».

В 2020 году радиостанция на фоне надвинувшейся пандемии начала испытывать серьёзные финансовые проблемы из-за оттока рекламодателей и снижения доходов. В марте было сокращено около 30 % персонала, закрыт ряд передач. 3 июня 2020 года в прямом эфире основатель радиостанции Дмитрий Савицкий заявил, что «Серебряный дождь» находится на грани закрытия. 6 июня сотрудники радиостанции организовали сбор пожертвований по просьбам слушателей. На 20 июня 2020 года было собрано 13 миллионов рублей. Кроме того, на радиостанцию вернулись рекламодатели. Таким образом, радиостанция смогла преодолеть финансовый кризис.

Острая фаза миновала, а главное — мы получили ещё и такую моральную поддержку в виде сообщений от наших слушателей, от которых хочется жить и работать

— Дмитрий Савицкий, основатель «Серебряного Дождя», комментарий для ТАСС.
4 июля 2020 года, в честь своего четвертьвекового юбилея, радиостанция подготовила праздничный эфир, в котором приняли участие самые известные ведущие за всю историю существования радиостанции: Леонид Володарский, Георгий Черданцев, Ирина Хакамада, Александр Гордон, Оскар Кучера, Владимир Матецкий, Татьяна Лазарева, Михаил Шац и другие. Владимир Соловьёв в «Марафоне благодарности» участие не принимал.
1 июня 2022 года генеральным продюсером радиостанции стал ведущий Виктор Набутов.
В новом сезоне 2022 года Серебряный Дождь перезапустил сетку вещания и полностью ушёл от политики. Выпуски новостей начали выходить в два раза чаще, каждые полчаса. В утреннем прайме появилось шоу Виктора Набутова «Набутов здесь», посвящённое обществу, экономике, финансам и — совместно с ресурсом «Цифровой океан» — технологиям.
Виктор Набутов, генеральный продюсер Серебряного Дождя:
Времена не выбирают, и все испытания мы проходим вместе с нашими слушателями. Ищем точки опоры, новые смыслы, новые возможности, помогаем не потерять себя в стремительно меняющемся мире. Миссия станции – сохранить всё настоящее, живое, важное в жизни. Показать многообразие мнений и интересов. Мы – умное радио, то, чем живёт и дышит современный человек.

## Собственники и руководство
До июня 2024 года «Серебряный дождь» принадлежал на 70% сооснователю и гендиректору Александру Дубровину, еще 20% акций находились в собственности бывшего мужа Натальи Синдеевой Джамиля Асфари, 10% принадлежали радиостанции. С 4 июня 100-процентным владельцем значится ООО «Медиаиндустрия», которое контролируется бывшим топ-менеджером «Уралхима» Владимиром Орловским. Комментируя появление нового владельца, Дубровин назвал сделку «инвестицией со стороны поклонника» и заверил, что останется гендиректором.

## Сотрудники
С радиостанцией в разные годы сотрудничали такие теле- и радиоведущие, как Владимир Соловьёв, Александр Гордон, Леонид Володарский, Николай Сванидзе, Дмитрий Потапенко, Станислав Садальский, Владимир Матецкий, Пётр Подгородецкий, Георгий Черданцев, Ксения Собчак, Виктор Набутов, Оскар Кучера, Сергей Кальварский, Влад Лисовец. Свои авторские программы ведут известные специалисты: психолог Михаил Лабковский, журналист и переводчик Андрей Гаврилов, кинокритик Антон Долин и другие.

## Программная сетка
На Серебряном Дожде работают более 50 ведущих и выходят около 30 авторских программ, помимо утренних и вечерних разговорных шоу.
На первой минуте каждого часа c 07:00 до 23:00 часов по будням выходят новостные выпуски, в середине часа (примерно на 28-й минуте) выходят бизнес-новости. 
С 07:00 до 08:00 по будням (кроме среды) выходит информационная программа «День города» с Дарьей Гордеевой, по средам в это же время — «Кофе-брейк» с Мари Армас. С 08:00 до 10:00 мск по будням (кроме среды) выходит утреннее шоу «С приветом, Набутов!» с Виктором Набутовым и Дарьей Гордеевой. По средам с 8:00 до 10:00 мск выходит авторская программа журналиста и историка Владимира Раевского «Это только начало». С 10 до 11 утра по Москве каждый будний день — Никита Небылицкий и его программа «Мужские игры». После завершения, с 11:00 до 17:00, «Добрый День» с Мари Армас, Павлом Кирилловым и Дмитрием Кузнецовым, а также короткие тематические программы о культуре, досуге, путешествиях, классической музыке, автомобилях, новостях из мира digital: «Наноновости», «Съедобные факты» «Бизнес-новости», «Классика», «Культур-мультур», «Ну да, Москва», «Тема дня за 60 секунд», «Тест-драйв онлайн», «Минуты об искусстве».
Каждую пятницу с 09:00 выходит программа о молодежи «20/40» с Виктором Набутовым, Татьяной Котиной, Лисой Мердесси (Аникушина) и Артёмом Сергеевым.
По будням с 18:00 до 19:00 выходит аналитическая программа «Вечерний РБК» с Анной Забродой, Яном Мелкумовым и Екатериной Столяровой.
Вечерняя сетка программ начинается в 18:00:
- по понедельникам — развлекательно-образовательное шоу «Йога для мозгов» с известным адвокатом Александром Добровинским;
- по вторникам — программа «Взрослым о взрослых» с известным психологом Михаилом Лабковским;
- по средам — программа «Экосреда» с Алексом Дубасом;
- по четвергам — «Кино и музыка» с журналистом и переводчиком Андреем Гавриловым;

После 21:00 в эфир выходят программы о музыке, за исключением нескольких разговорных шоу. Помимо этого, каждый день без выходных в эфире появляются авторские музыкальные программы:
- по понедельникам — шоу о хип-хоп и урбан культуре Ярослава Грина "Зелёный свет";
- по вторникам — программа Андрея Пирумова и Андрея Чагина Flammable Beats;
- по средам — программа Александра Lay-Far In-Beat-Ween Music Show
- по четвергам — программа Егора Корбасова "Mnemonik Sounds";
- по пятницам — программа Самира Кулиева "Ритм-секция";
- по субботам — программа DJ Андрея Самсонова «Электроспектива»;
- по воскресеньям — программа Никиты Горковенко Melody P.M.;

После полуночи с 00:00 до 03:00 мск, по будням, звучит проект Рихтер FM (вернулся в эфир с 01.06.2025), содержащий треки в электронном стиле трип-хоп. Поздней весной, летом и ранней осенью на Серебряном Дожде можно услышать «Музыку для Бега» — специальные подборки для занятий спортом звучат по будням с 06:00 до 07:00 по московскому времени.
По субботам в 20:00 мск MC Павлов составляет диско-плейлист в проекте «Доктор Диско», а в 22:00 мск звучит подборка из музыки 60-х, 70-х и 80-х от Дарьи Яструбицкой «Soul Kitchen».

### Выходили ранее
- Интерактивная программа «Пластилин» с Люсей Грин;
- Музыкальная программа Люси Грин «Пиратское Радио» (четверг 19:00);
- Программа Анны Титовой «На час раньше» (выходила по будням с 07:00 до 08:00);
- «Потапенко Будит!» с предпринимателем Дмитрием Потапенко (выходила по вторникам, средам и четвергам с 08:00 до 11:00);
- Программа о здоровом образе жизни «Есть или не есть?» с врачом-диетологом Алексеем Ковальковым;
- Авторские обзоры новых фильмов, культовых режиссёров и актёров «Кинопробы»от кинокритика Антона Долина;
- Программа «Что-то Хорошее» с Алексом Дубасом и Мари Армас, в рамках которой в студии проходят живые концерты и интервью таких групп, как Morcheeba, Therr Maitz, Мегаполис, «Ногу Свело», «Несчастный случай», СБПЧ, MGZAVREBI, Brainstorm, Pompeya и других;
- Историко-просветительский проект Николая Сванидзе «История в лицах»;
- Программа о джазе «НИИ Джаза» с Пашей Аладышевым;
- Музыкальная программа журналиста и коллекционера Льва Ганкина «Хождение по звукам» (воскресенье 20:00);
- Программа о музыкальных новинках «Радар Штольца» с Евгением Штольцем;
- Программа о бразильской музыке «Самба-77» с Пашей Аладышевым;
- Музыкальный проект DJ Киры Моториной «Сезоны»;
- Проект Глеба Колесникова «Улица Тюльпанов»;
- Программа Ксении Камиказы Intelligent Beats;
- Программа Лазаря Виноградского Mozcow Dizcow Hi-Fi Edition.

## Награды
3 февраля 1996 года станция получила премию «Знак качества».
30 ноября 2022 г. в Москве состоялась церемония вручения национальной Премии «Радиомания-2022», которую проводит Российская Академия Радио при поддержке Министерства цифрового развития, связи и массовых коммуникаций Российской Федерации. Радио Серебряный Дождь победило в двух номинациях.
Генеральный продюсер станции и ведущий программы «Набутов здесь» — Виктор Набутов взял «золотой микрофон», как лучший «Ведущий/интервьюер». Виктора Набутова назвали лучшим ведущим года. «Золотой микрофон» также получил региональный филиал радиостанции — Серебряный Дождь-Орёл, победив в номинации «Специальный эфирный проект для заказчика».

## Поддержка культурных мероприятий
При поддержке Серебряного Дождя в Москве прошли гастроли таких артистов как Ringo Starr, Chris Rea, Deep Purple, Status Quo, Elton John, Duran Duran, Pet Shop Boys, Jean Michel Jarre, Phill Collins, Massive Attack и многих других.
23 июля 2011 года состоялся Пикник Афиши под Серебряным Дождём: на мероприятии были выставлены несколько принадлежащих радиостанции арт-объектов.

## Премия «Серебряная калоша»
До 2015 года «Серебряный дождь» являлся организатором ежегодной церемонии вручения премии «Серебряная Калоша» за самые сомнительные достижения в шоу-бизнесе. Среди «звёздных» номинантов и победителей — Анастасия Волочкова, Алексей Воробьев, Игорь Крутой, Сергей Полонский, Никита Джигурда, Тина Канделаки, группа «Серебро», Андрей Малахов, «Мумий Тролль», Филипп Киркоров, Алсу, группа «Тату», Николай Басков, Дельфин и другие.
Осенью 2015 года права на проведение церемонии «Серебряная Калоша» были проданы продюсерскому центру «Andrey Fomin Production» во главе с продюсером Андреем Фоминым.

## Спецпроекты
С момента основания Серебряный Дождь проводил в прямом эфире уникальные акции, посвящённые разным событиям: День рождения станции, День святого Валентина, Новый год, праздники 23 февраля, 8 марта, 1 апреля и 9 мая. С 1995 года и почти каждый год проводилась церемония вручения премий (за самые сомнительные достижения в области шоу-бизнеса) «Серебряная Калоша». Ведущий Серебряного Дождя Алекс Дубас ведёт спецпроекты, посвящённые необычным направлениям для путешествий: в 2017—2018 годах он побывал в Индии, Нью-Йорке, Провансе, Исландии, Венеции, Горной Сванетии, Таллине, Японии.
Специальный проект ко Дню Победы «В главной роли — война»
С 29 апреля по 9 мая 2019 года в эфире Серебряного Дождя прозвучала 21 история о подвигах великих советских артистов в годы Великой Отечественной войны. Проект был создан совместно с Константином Хабенским.
Выпуски спецпроекта доступны на сайте silver.ru в разделе «События»

### Архив акций
Новый год:
- 12 декабря 1998 года — «Здравствуй, о — опа, Новый год» и ставший легендарным лыжный забег на 5 км «Гонки на умирание на лыжах»
- 31 декабря 1999 года — установка флага радиостанции на наивысшую точку Антарктиды.
- 31 декабря 2000 года — открытие незамерзающего фонтана из водки
- 31 декабря 2003 года — «1000$ в час». Ведущие разыгрывают каждый час по одной тысяче долларов.
- 31 декабря 2004 года — шоу-проект «Неолимпийские игры» на Тверском бульваре

1 апреля:
- 1 апреля 2003 года — акция «Разбей свой старый унитаз — ты достоин сидеть на лучшем». В прямом эфире несколько слушателей разбили вздребезги свои унитазы, а взамен получили абсолютно новые.
- 1 апреля 2004 года — «100 и 1 дом на природе».
- 1 апреля 2005 года — Серебряный Дождь привозит в Москву арт-балет «Freedom Dance».
- 1 апреля 2008 года — супер-мега-викторина «Три напёрстка».
- 1 апреля 2015 года — «20 млн долларов в честь 20-летия Серебряного Дождя».
- Ещё один розыгрыш слушателей, правда, относящийся ко Дню сурка, был проведён 20 февраля 2017 года, когда в студии проходил концерт группы Обе Две.

14 февраля
- 14 февраля 2002 года — свадьба под Серебряным Дождем. В течение месяца ведущие выбирали из 700 претендентов одну пару настоящих влюблённых. В День святого Валентина состоялся финал конкурса, и победителей поженили в прямом эфире.
- 14 февраля 2003 года, в День святого Валентина, открывается Памятник Всем Влюблённым в саду Эрмитаж). Более 1500 слушателей принимают участие в акции «Серебряный поцелуй». Через 5 дней ледяное сердце продано с аукциона за 4000 $, а деньги с продажи переданы в Починковский психоневрологический дом-интернат.
- 14 февраля 2005 года — открытие нового памятника всем влюблённым в саду Эрмитаж.
- 14 февраля 2006 года — открытие третьего по счёту памятника всем влюблённым в саду Эрмитаж.
- 14 февраля 2007 года — «День всех влюблённых под Серебряным Дождём».
- 14 февраля 2008 года — «День всех влюблённых для тех, кто пока ни в кого не влюблён»

4 июля:
- C 4 июля по 10 июля 2005 года — фейерверк над Москвой каждый день в честь 10-летия станции.
- 4 июля 2015 года — 20-летие Серебряного Дождя. На праздновании во дворике случился инцидент: группа православных активистов (более 100 человек) под предводительством протоиерея Дмитрия Смирнова, сломав на входе металлоискатели и покалечив по пути несколько человек, ворвались на площадку и прервали концерт, зайдя на сцену и выключая аппаратуру. Они промотивировали это тем, что «музыка мешает молиться». После прихода полиции группа удалилась.[16][17][18][19][20][21][22] Подробнее этот инцидент описан в пост-релизе на сайте радиостанции
- В июле 2018 года был запущен проект «Как это было» о том, как слушатели радиостанции впервые попали на волну Серебряного Дождя. Самые интересные послания можно послушать на сайте.

Спецпроект «История Серебряного Дождя»
В 2018 году, к 23-летию радиостанции, был сделан проект «История Серебряного Дождя»: идея и авторство принадлежат Люсе Грин, ведущей программ «Ямайские Праздники», «Пиратское Радио» и «Перемотка». Проект включает в себя 24 программы и 24 больших интервью с бывшими и нынешними ведущими Серебряного Дождя об их старых и нынешних программах. Все программы Люси Грин, как и архивные материалы, как и сами интервью с ведущими, вывешены на сайте для прослушивания. В процессе подготовки была собрана информация обо всех программах, выходивших на Серебряном Дожде с 1996 по 2018 год, их было более 150.
Конкурс «Самая стильная пара»
26 января 2012 года был впервые проведён «Конкурс на самую стильную пару» среди слушателей Серебряного Дождя. В нём участвовали оригинальные, креативные, стильные фотографии пар. С 2012 года конкурс проводится ежегодно, финал проходит накануне 14 февраля, призами в разные годы были романтические путешествия в Женеву, Довиль, Брюссель, Рим, Лондон, Мальдивы
Акции во дворике Серебряного Дождя
На территории офиса Серебряного Дождя есть небольшой дворик, где время от времени, вне зависимости от повода, устраиваются маленькие вечеринки и акции для друзей и слушателей радиостанции. Приуроченный к «концу света» по календарю майя, 21 декабря 2012 года состоялся «Конец света с сосиской в руке» с концертом молодой российской группы POMPEYA. 11 октября 2013 года состоялись проводы осени под названием «Сосискалетопати», 10 марта 2016 года — «Самый блинный день в году»: во дворике собралось более 800 слушателей и состоялся концерт Варвары Визбор.
26 мая 2016 состоялось мероприятие #Мойкосмос — камерный вечер с группой «Мегаполис» и концерт «Из жизни планет».

### Благотворительные и социальные акции
- C 2003 года Серебряный Дождь постоянно помогает Починковскому психоневрологическому интернату, который находится в деревне Бояды Смоленской области[23].
- Осенью 2004 года, буквально с первых минут захвата заложников в Беслане радиостанция Серебряный Дождь следила за развитием событий. 7, 8 и 9 сентября был организован сбор средств для помощи семьям погибших и пострадавших: на станцию за три дня приехали почти 4000 человек, было собрано 1 205 461 долларов.

- Серебряный Дождь оказывает поддержку подшефному Починковскому психоневрологическому дому-интернату в Смоленской области. Все собранные средства на акциях «Благотворительный Ёлочный Базар» или «Благотворительная Барахолка Барабаки» отвозятся в это учреждение.
- Радиомарафон «Возьми друга!» — 25 июля 2016 года в прямом эфире ведущие и гости студии знакомились и знакомили слушателей с питомцами «Лесного Приюта» и искали им хозяев.
- Совместно с благотворительным фондом «Кораблик» в 2016 и 2017 годах слушатели Серебряного Дождя собирали новогодние подарки для детей, которые проведут Новый Год в больницах.
- Акция «Спасти жизнь — просто» 20 августа 2014 года по поиску дома для животных из приюта
- 17 декабря 2018 года Серебряный Дождь объявил масштабную всероссийскую акцию «Праздник должен быть у всех!» (отчёт) В акции приняли участие слушатели не только из Москвы, но и из 11 городов вещания Серебряного Дождя: Ханты-Мансийска, Нижнего Новгорода, Курска, Саратова, Тюмени, Вологды, Калуги, Твери, Екатеринбурга, Пензы, Выксы. Собранные подарки и сладости (более 4,5 тонн за 2 недели) были к Новому году доставлены в детские дома, дома престарелых, больницы, интернаты в этих городах.

### Новостные события
Служба информации Серебряного Дождя постоянно участвует в освещении крупных новостных событий: выборы в Государственную Думу, выборы президента, обращение Президента РФ к Федеральному собранию, большие пресс-конференции и «прямые линии» первых лиц. Также в специальном режиме освещаются экстренные события, стихийные бедствия, теракты и крупные катастрофы. С конца 2011 из-за обострения внутриполитической обстановки корреспонденты и сотрудники Серебряного Дождя вели трансляции и делали включения с протестных акций. В эфире были и включения из других городов вещания радиостанции.
5, 10, 24 декабря 2011 года — освещение протестных митингов после выборов в ГД РФ
5 мая 2012 года — ролик о предвыборных эфирах на радиостанции «Серебряный Дождь».
13 января 2013 — «Марш против подлецов», акция протеста против принятия Россией закона, запрещающего усыновление российских детей гражданами США.
6 мая 2013 — митинг на Болотной площади под лозунгом «За свободу!», приуроченный к годовщине столкновений демонстрантов с полицией на Болотной площади.
12 июня 2013 — «Марш против палачей». В День России от Калужской площади до Болотной провели шествие в поддержку фигурантов «болотного дела» и всех тех, кого оппозиция считает политическими заключенными.
2 февраля 2014 — по улицам Москвы прошло шествие в поддержку «узников Болотной» и всех политзаключенных.
15 марта 2014 — «Марш мира» в Москве: шествия и митинги против (и за) российского вмешательства в события на Украине.
21 сентября 2014 — «Марш мира» против войны на Украине
4 декабря 2014 года — Митинг врачей, независимых профсоюзов, преподавателей школ и вузов против урезания бюджетных средств на образование и медицину.
1 марта 2015 года — траурное шествие в память о политике Борисе Немцове, убитом в ночь на 28 февраля на Большом Москворецком мосту
20 сентября 2015 года — митинг «За сменяемость власти»
26 марта 2017 года — акция протеста против коррупции чиновников. Поводом стало расследование Фонда борьбы с коррупцией Алексея Навального о недвижимости премьер-министра Дмитрия Медведева. Акции уже прошли в десятках городов. Где-то они не были согласованы. Акции протеста прошли в 82 городах России. Всего в них приняли участие в районе 60 000 человек.
12 июня 2017 года — антикоррупционный митинг на Тверской и Проспекте Сахарова.
В марте 2018 года, после трагических событий в Кемерове, где при пожаре в ТЦ «Зимняя вишня», по официальным данным, погибло 64 человека, в эфире неделю звучал только специально подобранный плейлист, были отменены развлекательные программы и межпрограммки. Экстренно был созван «круглый стол» с Николаем Сванидзе и экспертами, позднее был подготовлен специальный эфир, где освещались митинг в Кемерове и акции памяти, которые прошли по всей стране.

## Города вещания

### Действующие города вещания
- Апатиты — 100,1 МГц
- Астрахань — 90,9 МГц
- Весьегонск — 107,5 МГц
- Волгоград — 107,9 МГц
- Вологда — 105.3 МГц
- Екатеринбург — 88,8 МГц
- Иваново — 88,6 МГц
- Казань — 88,3 МГц
- Калининград — 97,7 МГц
- Калуга — 106,1 МГц
- Киров — 104.3 FM
- Кемерово — 91,5 МГц
- Красноярск — 102,2 МГц
- Москва — 100,1 МГц
- Нижний Новгород — 100,4 МГц
- Новокузнецк — 96,9 МГц
- Новосибирск — 96,6 МГц
- Озёрск — 95,4 МГц
- Пенза — 101,4 МГц
- Пермь — 98,9 МГц
- Псков — 88,3 МГц
- Саров — 99,9 МГц
- Сочи — 101,9 МГц
- Ставрополь — 92,6 МГц
- Тверь — 103,8 МГц
- Тюмень — 91,2 МГц
- Усинск — 106,9 МГц
- Ханты-Мансийск — 102,0 МГц
- Чайковский — 105,5 МГц
- Чита — 105,7 МГц
- Шерегеш — 105,3 МГц

### Планируемое вещание
- Усинск — 100,9 МГц

### Вещание прекращено
- Азов — 66.41 УКВ (заменено на Юмор FM, сейчас частота закрыта)
- Альметьевск — 68.12 УКВ (частота закрыта)
- Анжеро-Судженск — 101.2 FM (заменено на Хорошее Радио, сейчас частота закрыта)
- Астрахань — 105.5 FM (заменено на Хит FM)
- Балаково — 96.6 FM (заменено на Радио Monte-Carlo)
- Барнаул — 106.4 FM (заменено на Наше Радио)
- Белёв — 102.9 FM (заменено на Радио России)
- Белово — 97.6 FM (частота закрыта)
- Большеречье — 106.0 FM (заменено на Радио Шансон, ныне Радио Monte-Carlo)
- Большие Уки — 102.0 FM (заменено на Радио Шансон, сейчас частота закрыта)
- Борисоглебск — 91.9 FM (заменено на Радио Шансон)
- Брянск — 100.3 FM (заменено на Европа Плюс, ныне Like FM)
- Бугульма — 105.9 FM (заменено на DFM, сейчас частота закрыта)
- Весьегонск — 107.5 FM (частота закрыта)
- Волгоград — 103.1 FM (заменено на Радио Шансон, ныне Авторадио) и 107.0 FM (частота закрыта)
- Волгодонск — 106.7 FM (заменено на Радио Дача)
- Воронеж — 70.25 УКВ (заменено на Радио Маяк, сейчас частота закрыта) и 101.1 FM (заменено на Радио 7 на семи холмах, ныне Радио ENERGY)
- Великий Новгород — 105.3 FM (заменено на Радио Monte-Carlo)
- Выкса — 102.1 FM (заменено на Пионер FM)
- Вязьма — 67.34 УКВ (частота закрыта)
- Гагарин — 70.01 УКВ (частота закрыта)
- Глазов — 100.8 FM (заменено на Наше Радио)
- Губкинский — 106.8 FM (заменено на DFM, сейчас частота закрыта)
- Дербент — 99.4 FM (заменено на Авторадио, потом Радио Romantika, ныне Авторадио)
- Енисейск — 103.8 FM (заменено на Радио МИР)
- Зверево — 105.9 FM (заменено на Юмор FM, ныне Атаман FM)
- Знаменское — 106.0 FM (заменено на Радио Шансон, сейчас частота закрыта)
- Исилькуль — 106.0 FM (заменено на Радио Шансон, ныне Радио Monte-Carlo)
- Калачинск — 106.0 FM (заменено на Радио Шансон, ныне Радио Monte-Carlo)
- Канск — 102.2 FM (заменено на Радио ENERGY)
- Кизляр — 103.3 FM (заменено на Юмор FM, ныне Радио Пилот)
- Кинешма — 105.6 FM (заменено на Лайт Кинешма, ныне Авторадио)
- Кировск — 102.0 FM (заменено на Радио России)
- Кисловодск — 104.6 FM (заменено на Радио 7 На Семи Холмах, ныне Радио России)
- Краснодар — 103.7 FM (заменено на Наше Радио, сейчас Дорожное радио)
- Крутинка — 106.0 FM (заменено на Радио Шансон, ныне Радио Monte-Carlo)
- Кузнецк — 100.1 FM (заменено на Русское Радио)
- Курган — 107.1 FM (заменено на Радио Шансон, ныне Авторадио)
- Курск — 107.6 FM (заменено на Юмор FM)
- Левокумское — 103.4 FM (заменено на Кураж FM)
- Липецк — 91.1 FM (заменено на Радио Дача) и 106.2 FM (заменено на Радио 7 На Семи Холмах)
- Лысьва — 102.9 FM (заменено на Радио Ваня, сейчас частота закрыта)
- Магадан — 88.0 FM (заменено на Радио Шансон)
- Магнитогорск — 101.0 FM (заменено на Дорожное Радио)
- Махачкала — 107.1 FM (заменено на Хит FM, ныне Радио Столица)
- Мегион — 103.4 FM (частота закрыта) и 104.3 FM (заменено на Радио Маяк, ныне Хит FM)
- Миасс — 94.3 FM (заменено на Европа Плюс)
- Михайловка — 102.4 FM (заменено на Радио Новая Волна-Михайловка, сейчас частота закрыта)
- Мончегорск — 104.8 FM (заменено на Love Radio)
- Моршанск — 103.2 FM (заменено на Радио Русичи, сейчас частота закрыта)
- Москаленки — 106.5 FM (заменено на Радио Шансон, сейчас частота закрыта)
- Муромцево — 106.2 FM (заменено на Радио Шансон, ныне Радио Monte-Carlo)
- Назрань — 102.4 FM (заменено на Radio Republic)
- Называевск — 106.5 FM (заменено на Радио Шансон, ныне Радио Monte-Carlo)
- Нальчик — 102.2 FM (заменено на Европа Плюс)
- Нарьян-Мар — 102.0 FM (заменено на Радио Маяк)
- Невинномысск — 94.6 FM (заменено на Радио Мир, ныне Новое Радио)
- Нижнекамск — 107.5 FM (заменено на DFM)
- Новомосковск — 88.1 FM (заменено на Радио Дача)
- Новочеркасск — 107.8 FM (заменено на Авторадио)
- Обнинск — 70.82 УКВ (частота закрыта) и 100.2 FM (заменено на Наше Радио)
- Одесское — 106.0 FM (заменено на Радио Шансон, ныне Радио Monte-Carlo)
- Озёрск — 101.9 FM (заменено на Радио ОТВ, ныне Радио Дача)
- Оконешниково — 106.4 FM (заменено на Радио Шансон, ныне Радио Monte-Carlo)
- Октябрьский — 71.45 УКВ (заменено на Ретро FM, сейчас частота закрыта)
- Омск — 106.2 FM (заменено на Радио Шансон, ныне Радио Monte-Carlo)
- Омутнинск — 103.1 FM (частота закрыта)
- Орёл — 102.3 FM (заменено на Радио России) и 107.4 FM (заменено на Радио Открытие)
- Орск — 102.0 FM (заменено на Наше Радио, ныне Радио Шансон)
- Павлоградка — 106.5 FM (заменено на Радио Шансон, ныне Радио Monte-Carlo)
- Переславль-Залесский — 102.3 FM (заменено на Ретро FM)
- Пермь — 90.7 FM (заменено на Авторадио)
- Полтавка — 106.0 FM (заменено на Радио Шансон, ныне Радио Monte-Carlo)
- Пыть-Ях — 105.3 FM (заменено на Love Radio)
- Пятигорск — 71.09 УКВ (заменено на Хит FM, сейчас частота закрыта) и 105.4 FM (заменено на Радио Maximum)
- Ржев — 107.3 FM (заменено на Радиола)
- Родники — 106.3 FM (заменено на Радио России)
- Ростов-на-Дону — 103.3 FM (заменено на Юмор FM, ныне Радио Дача)
- Рыбинск — 104.1 FM (заменено на Ретро FM)
- Рязань — 102.5 FM (заменено на Радио Вера)
- Самбург — 100.7 FM (заменено на DFM)
- Самара — 71.66 УКВ (частота закрыта) и 106.6 FM (заменено на Радио СОК, ныне Love Radio)
- Саратов — 104,8 МГц (заменено на Like FM)
- Саргатское — 106.4 FM (заменено на Радио Шансон, ныне Радио Monte-Carlo)
- Севастополь — 105.6 FM (заменено на Стильное Радио Шансон, ныне Радио Sputnik)
- Седельниково — 106.2 FM (заменено на Радио Шансон, ныне Радио Monte-Carlo)
- Советск — 106.9 FM (заменено на Радио Вера)
- Ставрополь — 73.64 УКВ (заменено на Юмор FM, сейчас частота закрыта), 102.6 FM (заменено на Кекс FM, ныне Радио Калина Красная) и 105.1 FM (заменено на Эхо Москвы, ныне Авторадио)
- Сургут — 88.6 FM (заменено на Новое радио)
- Сызрань — 92.8 FM (заменено на Радио Monte-Carlo, сейчас частота закрыта)
- Сыктывкар — 105.2 FM (заменено на Радио Добрые Песни, ныне Русское Радио)
- Таврическое — 106.4 FM (заменено на Радио Шансон, ныне Радио Monte-Carlo)
- Тара — 106.2 FM (заменено на Радио Шансон, ныне Радио Monte-Carlo)
- Тарко-Сале — 103.4 FM (заменено на DFM)
- Тевриз — 106.2 FM (заменено на Радио Шансон, ныне Радио Monte-Carlo)
- Тольятти — 105.2 FM (заменено на Радио Дача)
- Томск — 69.80 УКВ (заменено на Радио РСН, сейчас частота закрыта)
- Трёхгорный — 103.1 FM (частота закрыта)
- Туапсе — 100.9 FM (заменено на Радио Кукуруза, ныне Наше Радио)
- Тюкалинск — 106.4 FM (заменено на Радио Шансон, ныне Радио Monte-Carlo)
- Углич — 87.6 FM (заменено на Русское Радио)
- Удомля — 101.5 FM (заменено на Авторадио)
- Ульяновск — 70.25 УКВ (заменено на Эхо Москвы, сейчас частота закрыта) и 104.2 FM (заменено на Общественное Российское Радио, ныне Ульяновск FM)
- Уренгой — 105.9 FM (заменено на DFM)
- Усть-Илимск — 66.02 УКВ (частота закрыта)
- Усть-Ишим — 102.1 FM (заменено на Радио Шансон, ныне Радио Monte-Carlo)
- Уфа — 71.30 УКВ (заменено на Эхо Москвы, сейчас частота закрыта) и 107.5 FM (заменено на Радио Maximum, ныне Business FM)
- Хабаровск — 102.7 FM (заменено на Такси FM, ныне Mix FM)
- Халясавэй — 103.6 FM (заменено на DFM)
- Ханымей — 102.8 FM (заменено на DFM)
- Харампур — 100.4 FM (заменено на DFM)
- Челябинск — 68.24 УКВ (частота закрыта) и 106.3 FM (заменено на Дорожное радио)
- Черлак — 106.0 FM (заменено на Радио Шансон, сейчас частота закрыта)
- Чистополь — 68.00 УКВ (заменено на Радио Надежда, сейчас частота закрыта), 100.8 FM (заменено на Радио 101, сейчас частота закрыта), 104.1 FM (заменено на Юмор FM, сейчас частота закрыта) и 107.0 FM (частота закрыта)
- Чита — 101.1 FM (заменено на Ретро FM)
- Шатура — 91.0 FM (заменено на Наше Радио, ныне Радио 1)
- Шербакуль — 106.4 FM (заменено на Радио Шансон, сейчас частота закрыта)
- Ярославль — 101.1 FM (заменено на Радио ENERGY), 102.2 FM (заменено на Ретро FM) и 105.6 FM (заменено на Радио 105.6, ныне Хит FM)